# Maximiliane von La Roche

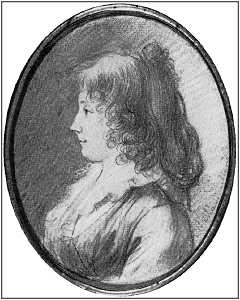
Maximiliane von La Roche

Maximiliane von La Roche (* 4. Mai 1756 in Mainz; † 19. November 1793 in Frankfurt am Main), eigentlich Maximiliane Euphrosyne de La Roche, nach Heirat Maximiliane Brentano, war eine Tochter der Schriftstellerin Sophie von La Roche, geb. Gutermann von Gutershofen, und von Georg Michael Frank von La Roche, Kanzler des Kurfürsten von Trier.

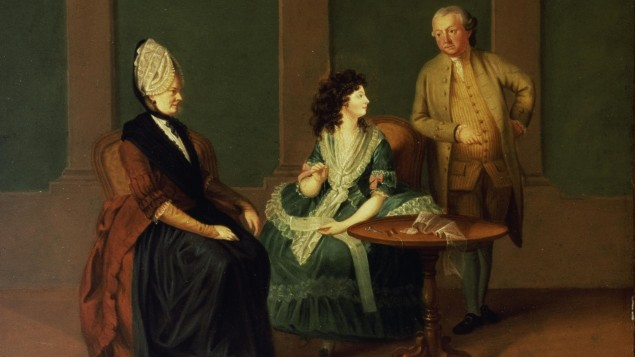
Maximiliane von La Roche und ihr Vater Georg von La Roche (rechts), sowie ihre Mutter Sophie von La Roche (links)

Maximiliane, „Maxe“ genannt, war nach dessen Wetzlarer Zeit eng mit Johann Wolfgang von Goethe befreundet. Die berühmten schwarzen Augen der Lotte (Protagonistin in seinem Roman Die Leiden des jungen Werthers) gehen auf „Maxe“ zurück.

## Leben
In Thal-Ehrenbreitstein, dem Wohnort der Familie bei Koblenz, unterhielt Maximilianes Mutter Sophie von La Roche einen literarischen Salon, dessen Gäste die Tochter wegen ihrer Grazie und ihres Liebreizes umwarben. Madame de La Roche duldete den Kult um ihre Maximiliane, solange darüber die „chère Maman“ nicht vergessen wurde.
Maximiliane heiratete am 9. Januar 1774 im Alter von 17 Jahren den verwitweten, 21 Jahre älteren italienischen Kaufmann und Kurtrierischen Geheimrat Peter Anton Brentano (1735–1797), einen der erfolgreichsten Kaufleute in Frankfurt.
Am Tage der Hochzeit übersiedelte Maximiliane als Hausherrin und als Stiefmutter von fünf Kindern in den Nürnberger Hof in der Frankfurter Altstadt. Mit einem Schlag sah sich die junge Frau „aus dem heiteren Thal-Ehrenbreitstein und einer fröhlichen Jugend in ein düster gelegenes Handelshaus versetzt“ (Goethe), wo es, wie Johann Heinrich Merck lästerte, überall nach Öl und Käse stank. Maximiliane gewöhnte sich anfangs nur schwer an ihre neue Umgebung und ihre Rolle.
Ab 1777 lebte die Familie Brentano standesgemäß im eigenen Haus zum Goldenen Kopf in der Großen Sandgasse. Zwischen 1775 und 1793 gebar Maximiliane Brentano zwölf Kinder, von denen zwei, Bettina (später verheiratete von Arnim) und Clemens, als Dichter der Romantik Literaturgeschichte geschrieben haben. Die Kinder, vor allem Clemens, liebten die Mutter abgöttisch.
1793 starb Maximiliane Brentano, einige Monate nach der Geburt ihres zwölften Kindes, im Alter von nur 37 Jahren.

## Bedeutung für Goethes WerkDie Leiden des jungen Werthers
Auf Empfehlung seines Darmstädter Freundes Johann Heinrich Merck kam Johann Wolfgang Goethe im September 1772 ins Haus La Roche. Er war wegen seiner unglücklichen Liebe zu der verlobten Charlotte Buff von Frankfurt aus zu einer Wanderung an Lahn und Rhein aufgebrochen, die in Thal-Ehrenbreitstein endete. Dort lernte er die damals 16 Jahre alte Maximiliane kennen und fühlte sich bald von dem schönen Mädchen angezogen, das, wie er später in Dichtung und Wahrheit schrieb, „freilich nicht anders als liebenswürdig war: eher klein als groß von Gestalt, niedlich gebaut; eine freie anmutige Bildung, die schwärzesten Augen und eine Gesichtsfarbe, die nicht reiner und blühender gedacht werden konnte“.
Knapp anderthalb Jahre später traf Goethe sie in Frankfurt wieder, wo sie inzwischen als Gattin von Peter Anton Brentano lebte. Obwohl sie als verheiratete Frau für Goethe unerreichbar war, umschwärmte er sie, und es kam zu heftigen Auseinandersetzungen mit ihrem Ehemann.
Goethe entschloss sich danach zur Niederschrift seines Briefromans Die Leiden des jungen Werthers und setzte damit auch Maximiliane ein literarisches Denkmal. Im Werther verschmolz er Charlotte Buff und Maximiliane Brentano zur Figur der Lotte. Sowohl die schwarzen Augen von „Maxe“ als auch die Eifersucht ihres Ehemanns Goethe gegenüber gingen in den Roman ein.

## Kinder
Aus der Ehe von Peter Anton Brentano und Maximiliane stammten zwölf Kinder:
- Georg Michael Anton Josef (* 1775; † 1851)
- Marie Sophie Therese, genannt Sophie (* 1776; † 1800)
- Clemens Wenzeslaus (* 1778; † 1842), Schriftsteller und ein Hauptvertreter der sogenannten Heidelberger Romantik
- Kunigunde Maria Ludovica Catharina, genannt Gunda (* 1780; † 1863), verheiratet mit Friedrich Karl von Savigny
- Maria Francisca Catharina (* 3. März 1782; † 5. Juni 1785)
- Christian Franz Damian Friedrich (* 1784; † 1851)
- Catharina Elisabetha Ludovica Magdalena, genannt Bettina (* 1785; † 1859), verheiratet mit Ludwig Achim von Arnim
- Maria Ludovica Catharina, genannt Lulu (* 1787; † 1854), verheiratet mit dem Bankier Carl Jordis
- Magdalena Maria Carolina Francisca, genannt Meline (* 1788; † 1861), verheiratet mit Georg Friedrich von Guaita
- Caroline Ludovica Ernestine (* 29. Januar 1790; † 23. September 1791)
- Anna Maria Francisca Ludovica (* 20. September 1791; † 26. April 1792)
- Susanna Philippine Francisca Ludovica (* 11. Mai 1793; † 2. September 1793)